# Col de Niti
Le col de Niti est un col de l'Himalaya du Garhwal, à la frontière entre la République populaire de Chine et l'Inde.
C'est l'un des cols par lesquels les pèlerins et voyageurs locaux pouvaient passer la frontière suivant l'accord sino-indien de 1954.
C'est par ce col qu'en 1812 William Moorcroft et  Hyder Young Hearsey furent les premiers Britanniques à traverser la chaîne de l'Himalaya et à pénétrer au Tibet.

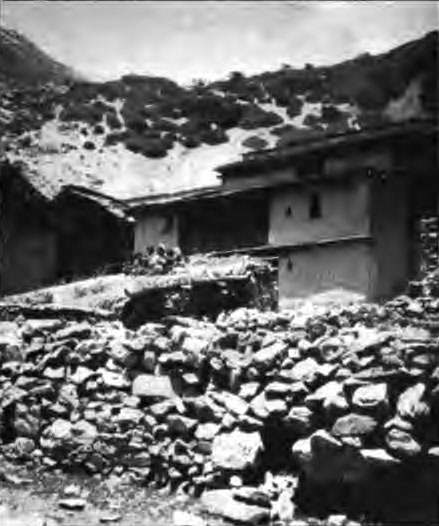
Village de Niti, en Inde, à 3600 m d'altitude et 18 km au sud du col, en 1908.